# Фёдоров, Виктор Георгиевич
Виктор Георгиевич Фёдоров (11 (23) ноября 1885 Семиреченская область —4 марта 1922, Париж) — русский лётчик, наиболее результативный ас-истребитель Императорского военно-воздушного флота в период Первой мировой войны

## Биография
Виктор Федоров родился 11 (23) ноября 1885 года в городе Верном (Алма — Ата). Отец — Георгий Петрович надворный советник (преподавал русскую словесность), его мать — Анна Федоровна, сибирская казачка, занималась воспитанием детей, которых в семье было девять — 8 сыновей и 1 дочь. Затем семья Федоровых переехала в Ташкент.
Вскоре Виктор поступил учиться на юридический факультет Харьковского университета, но был отчислен за принадлежность к организации социал — демократов. Он вернулся в Ташкент, где в 1906 году был арестован и отправлен в Казалинск, где должен был состояться суд. По дороге Виктор бежал и в 1908 году был вынужден эмигрировать из России во Францию.

### Первая мировая война
С началом Первой Мировой войны записался во Французский Иностранный легион, служил пулемётчиком, за отвагу получил чин капрала. 23 февраля 1915 года он был тяжело ранен. После выздоровления добился перевода в авиацию. Окончив Дижонскую военную школу, где срок обучения составлял четыре месяца, сержант Виктор Федоров был направлен в часть военно-транспортной авиации. Но всё время рвался на фронт. После нескольких рапортов, в начале 1916 года, ему удалось перевестись в авиационную эскадрилью «Аисты», которая сражалась на германском фронте. В это время как раз шли напряжённые бои под Верденом. За полмесяца русский лётчик на истребителе Кордон Г.4 провёл девять боёв, сбив в них восемь немецких самолетов. Своим геройством Федоров заслужил у немцев прозвище «воздушный казак Вердена».
Федоров стал необычайно популярен во Франции и получил всенародное признание. Газеты выходили с его портретами, но русский не успокаивался. Где другие благоразумно уклонялись от боя, он знал лишь одно — атаковать! Немецкие военные летчики сражались очень умело, да и считались людьми не робкого десятка. Тем не менее, хоть раз отступить перед превосходящими силами врага Федорову даже не приходит в голову: он только атакует, и всегда первым. За две недели сержант Виктор Федоров сумел заслужить все высшие воинские награды французской армии. 2 апреля 1916 года он вступил в неравный бой сразу с тремя немецкими асами, летавшими на «Фоккерах», сбил одного очередью из пулемета, но и сам получил ранение в ногу.
Фёдоров и во Франции оставался истинно русским человеком, отчаянно тосковавшим по родине. Но в Россию ему путь пока еще закрыт, его прошлые политические дела не позволяют вернуться на Родину. После выздоровления он отправляется с французской миссией в Румынию. Там Виктор одерживает очередную победу, за что был представлен к Ордену Святого Владимира. Лишь, в январе 1917 года, его наконец то, отправляют в Одессу, обучать русских летчиков высшему пилотажу и тактическим приемам воздушного боя.
Вскоре он вернулся во Францию и противник снова стал узнавать его в бою по особому почерку. В одной из схваток Виктор сбил двухместный аэроплан. 28 июля 1918 года был опубликован приказ о награждении Федорова орденом Почетного Легиона. В августе он был снова ранен в бою, но через три недели вернулся в строй. 9 октября 1918 года, бросившись на помощь бомбардировщикам, сражавшимся с неприятелем, «сбил один из истребителей, упавший в пламени». 10 октября, атакованный тремя «фоккерами» и раненый во время боя, тем не менее сумел вернуться на свой аэродром на самолете со множеством пробоин. В ноябре, вернувшись из госпиталя, выполнил несколько полетов.
После войны по просьбе Виктора, в Париж приехал его брат Константин Георгиевич Федоров. Он устроился работать во французской столице таксистом и ухаживал за братом. Виктор Георгиевич Федоров умер на руках у брата Константина 4 марта 1922 года. Ему было всего тридцать шесть лет. Жена и дочь Федорова к этому времени перебрались в Советскую Россию. Последние известия о них приходятся на предвоенные годы — жили они в Рыбинске, потом след ближайших родственников героического летчика потерялся.

## Количество побед
На счету русского летчика Виктора Федорова числилось 11 официальных побед, а общее число сбитых им вражеских аэропланов, с учетом не засчитанных, приближалось к 20.